# Ovidia
Ovidia es un género botánico con ocho especies de plantas pertenecientes a la familia Thymelaeaceae.

## Especies seleccionadas
- Ovidia andina
- Ovidia anomala
- Ovidia pillopillo